# Doug Piercy
Doug Piercy ist ein US-amerikanischer Gitarrist, der vor allem durch Bay Area-Thrash-Bands bekannt wurde.
Piercy spielte unter anderem bei Heathen in San Francisco. Nachdem er diese 1994 verlassen hatte, wanderte er nach Deutschland aus, wo er mit Guido Krämer (damals Sänger bei En-Force) die Band The Company gründete. Mit dieser veröffentlichte er zwei Alben, verließ die Combo darauf aber und zog wieder nach Amerika. Später spielte er noch bei Anvil Chorus und Angel Witch. Außerdem trat er als Gastmusiker mit verschiedenen Bands auf, zum Beispiel mit Death Angel, und produzierte auch Bands wie Exodus und Testament.
Piercy lebt mit seiner Frau in San Francisco.